# Skrovelknopp
Skrovelknopp (Molgula hirta) är en sjöpungsart som beskrevs av Monniot 1965 . Skrovelknopp ingår i släktet Molgula och familjen kulsjöpungar. Enligt den svenska rödlistan är arten otillräckligt studerad i Sverige. Arten förekommer i Götaland. Artens livsmiljö är havet. Inga underarter finns listade i Catalogue of Life.